# Peter Chatain
Peter Chatain (8 de noviembre de 1999) es un deportista estadounidense que compite en remo. Participó en los Juegos Olímpicos de París 2024, obteniendo una medalla de bronce en la prueba de ocho con timonel.

## Palmarés internacional
| Juegos Olímpicos | Juegos Olímpicos | Juegos Olímpicos  | Juegos Olímpicos |
| Año              | Lugar            | Medalla           | Prueba           |
| ---------------- | ---------------- | ----------------- | ---------------- |
| 2024             | París (Francia)  | Medalla de bronce | Ocho con timonel |